# Hope under Dinmore
Hope under Dinmore est une paroisse civile et un village du Herefordshire, en Angleterre.